# One Too Many Hearts
Albums de The Bird and the Bee
Please Clap Your Hands
(25 septembre 2007) Ray Guns Are Not Just The Future
(27 janvier 2009)
One Too Many Hearts est un EP du duo californien The Bird and the Bee. 
Il possède 4 titres, dont le premier (Birthday) est présent dans l'album Ray Guns Are Not Just The Future. One Too Many Hearts est sorti le 14 février 2008 c'est-à-dire le jour de la Saint-Valentin. Inara George et Greg Kurstin se sont attachés à traiter, dans cet EP, de l'amour et des sensations affectives. Ils se sont, pour ce faire, inspirés du funk-lounge des années 1960 ainsi que des ballades des années 1920.
Cet EP reçoit de bonnes critiques, particulièrement par le New Yorker ainsi que par le réprobateur Rolling Stone

## Liste des titres
1. Birthday – 3:29
2. Last Day Of Our Love – 3:18
3. Come As You Were – 3:01
4. Tonight You Belong To Me– 2:44 (reprise d'une chanson populaire américaine - 1925 )